# Всеукраїнське об'єднання «Демократи»
«Всеукраї́нське об'є́днання «Демокра́ти (Демократи́чна па́ртія)» (до 2013 — Партія національно-економічного розвитку України) — одна зі сучасних політичних партій України. Голова Партії Вершинін Дмитро Володимирович.

## Ідеологія
В основі ідеологічної платформи партії – ідея підтримки та захисту інтересів національної економіки та українського виробника («економічний патріотизм»).

## Історія
Всеукраї́нське об'є́днання «Демокра́ти (Демократи́чна па́ртія)»(Партія національно-економічного розвитку України (ПНЕРУ)) створена 21 грудня 1995 р. у Києві, на Установчій конференції за ініціативи колективів підприємств та установ. Зареєстрована Міністерством юстиції України 25 січня 1996 року (реєстраційний номер №709). 
Голови партії — В.Наконечна 1995–2001 роки, Матвієнко Павло Володимирович з березня 2001-2013 роки, Павелко Андрій Васильович з 2013 року. 
Співзасновниками партії стали вищі управлінці Промінвестбанку, які становили керівне ядро ПНЕРУ. 
Керівні органи: 
- партійна конференція (з'їзд)
- правління партії
- політрада
- ревізійна комісія

Партійний друкований орган — газета «Обрій».
І з'їзд ПНЕРУ, 5 листопада 1997, затвердив виборчий список та передвиборчу програму партії. Список (53 кандидати; з них 26 — члени партії) був зареєстрований ЦВК 18 грудня 1997 року. 
У парламентських виборах 1998 року, партію підтримало 250 176 виборців (0.943 %, 17 місце з 30), але її представники не потрапили до Верховної Ради.
Станом на 1 липня 1999 р. партія налічувала 23 098 членів партії у 368 первинних організаціях.
У вересні 1999 року партія провела ІІ позачерговий з’їзд, на якому були розглянуті питання щодо нової редакції програми та статуту партії, про підтримку кандидатів у Президенти України, організаційні питання. На президентських виборах 1999 року партія увійшла до блоку «Наш вибір — Леонід Кучма!».
У березні 2001 року відбувся III з'їзд партії, на якому було затверджено нові редакції статуту та програми, оновлено склад політичної ради, ревізійної комісії. Головою партії обрано Павла Матвієнка, голову правління АКБ «Національний кредит».
20 січня 2002 р. відбувся позачерговий з'їзд ПНЕРУ (присутні 448 делегатів), на якому була затверджена передвиборча платформа та вирішено підтримати на виборах до Верховної Ради України Виборчий блок політичних партій «За єдину Україну!». З'їзд затвердив списки кандидатів від партії у мажоритарних округах. 
На парламентських виборах 2002 року партія підтримала Виборчий блок «За єдину Україну!», лідер партії потрапив до Верховної Ради за мажоритарними списками в одномандатному Коростенському виборчому окрузі № 66 Житомирської області. Загалом до рад усіх рівнів було обрано 84 представники ПНЕРУ.
На 1 січня 2003 року кількість партійних організацій зросла до 401, а кількість членів партії — до 142,4 тисяч. 
14 березня 2003 р. відбувся IV з'їзд ПНЕРУ (присутні 115 делегатів), на якому було внесено зміни до статуту партії. 
16 липня 2004 р. відбувся V позачерговий з'їзд ПНЕРУ. На з'їзді була проаналізована соціально-політична ситуація, затверджено зміни та доповнення до статуту партії. Партійні лави на той час збільшилися майже до 400 тис. осіб. 24 липня 2004 р. партія підписала угоду про створення Виборчої коаліції демократичних сил (на підтримку кандидата у Президенти України В.Януковича)і на президентських виборах 2004 року партія підтримала кандидатуру Віктора Януковича.
28 травня 2005 р. відбувся VI позачерговий з'їзд ПНЕРУ. Серед завдань — активізація агітаційної роботи, роз'яснення переваг ідеології «власні сили». Було обрано політичну раду та внесені зміни до статуту ПНЕРУ. 
3 грудня 2005 р. на VII позачерговому з’їзді ПНЕРУ було проголошено завдання на період виборчої кампанії 2006 р., затверджено список кандидатів у народні депутати до Верховної Ради України від ПНЕРУ.
На кінець 2005 р. партія налічувала 2 083 партійні організації, об'єднувала в своїх лавах понад 400 тис. членів партії.
У листопаді–грудні 2005 року була розроблена передвиборча програма партії, видрукувані «Політичні спрямування Партії національно-економічного розвитку України», в яких запропоновані шляхи вдосконалення політичної і економічної системи України, опубліковані матеріали VII позачергового з'їзду ПНЕРУ «Українці, єднаймося!». 
27 грудня 2005 року ЦВК прийняла постанову №273 «Про реєстрацію кандидатів у народні депутати України, включених до виборчого списку «Партії національно-економічного розвитку України».
У своїй передвиборчій програмі на виборах до Верховної Ради України 2006 р. партія виступила з критикою пропорційної системи виборів, проти закликів до федералізації України та із закликом спиратися у розбудові держави та її господарства на власні сили. Першу п’ятірку передвиборчого списку партії становили: П.Матвієнко, Я.Яцків, М.Слуцький, В.Петринюк, В.Данилов. За даними ЦВК, на виборах до Верховної Ради України (березень 2006 р.) партія набрала 60 195 (0,23%) виборчих голосів, посівши 21-ше місце серед 45 учасників виборчих пере-гонів.
Брала участь у дострокових парламентських виборах 2007 року. Перша п'ятірка мала такий вигляд:
1. Матвієнко Павло Володимирович
2. Слуцький Микола Георгійович
3. Данилов Валерій Якович
4. Фурман Василь Миколайович
5. Стецька Христина Ярославівна

До парламенту не потрапила. 
У 2013 році партія перейменована на Всеукраїнське об'єднання «Демократи (Демократична партія)», лідером став Павелко Андрій Васильович, а штаб-квартирою партії — Дніпропетровськ.
Серед кандидатів партії на виборах до Київради 2014 року був і Дмитро Васильєв.